# Kallar Syedan
Kallar Syedan (en ourdou : کلر سیداں) est une ville pakistanaise, située dans le district de Rawalpindi, dans le nord de la province du Pendjab.
La ville est également devenue la capitale du tehsil éponyme depuis sa création en 2004.
La population de la ville s'établit à 54 335 habitants selon le recensement de 2017. Selon le recensement de 2023, la population de la ville monte à 60 941 habitants.
Essentiellement musulmane, la ville inclut une toute petite minorité chrétienne, comptant environ 200 fidèles.
Le taux d'alphabétisation de la ville s'élève à 81 % en 2023 (contre une moyenne nationale de 61 %), dont 88 % pour les hommes et 75 % pour les femmes.